# Rhizophlyctis petersenii
Rhizophlyctis petersenii är en svampart som beskrevs av Sparrow 1937. Rhizophlyctis petersenii ingår i släktet Rhizophlyctis och familjen Spizellomycetaceae.   Inga underarter finns listade i Catalogue of Life.